# Pseudoaethiopopactes kohleri
Pseudoaethiopopactes kohleri är en kräftdjursart som beskrevs av Franco Ferrara1974. Pseudoaethiopopactes kohleri ingår i släktet Pseudoaethiopopactes och familjen Eubelidae. Inga underarter finns listade i Catalogue of Life.